# Teresa Benedicta de Baviera
Teresa Benedicta de Baviera   (Múnic, 6 de desembre de 1725 - Frankfurt del Main, 29 de març de 1743) fou Princesa de Baviera, filla de l'emperador Carles VII del Sacre Imperi Romanogermànic i de l'arxiduquessa Maria Amàlia d'Àustria.
Nada a Múnic essent filla de l'emperador Carles VII del Sacre Imperi Romanogermànic i de l'arxiduquessa Maria Amàlia d'Àustria. Teresa Benedicta era neta per via paterna de l'elector Maximilià II Manuel de Baviera i de la princesa Teresa Conenguda Sobieski, i per via materna ho era de l'emperador Josep I del Sacre Imperi Romanogermànic i de la princesa Amàlia Guillema de Brunsvic-Lüneburg.
La seva mare va donar a llum a set fills, dels quals només quatre van viure fins a l'edat adulta. Els germans de Teresa Benedicta inclosos el seu germà Maximilià III, elector de Baviera i dues germanes Maria Antònia, electora de Saxònia i Maria Anna Josepha, Margravina de Baden-Baden.
Va morir el 29 de març de 1743 a Frankfurt als 17 anys de verola o varicel·la. L'enterrament va tenir lloc a la Karmeliterkirche Heidelberg, després de la dissolució del monestir el fèretre va ser traslladat a l'església de Sant Miquel de Múnic l'any 1805.